# Antropólogo
Um antropólogo é uma pessoa envolvida na prática da antropologia. A antropologia é o estudo de vários aspectos dos seres humanos nas sociedades passadas e presentes. A antropologia social e antropologia cultural estuda as normas e os valores das sociedades. A antropologia linguística estuda a forma como a linguagem afeta a vida social. A antropologia biológica ou física o desenvolvimento biológico dos seres humanos.

## Ensino
Os antropólogos geralmente abrangem uma ampla gama de tópicos dentro da antropologia em sua graduação e, em seguida, se especializam em tópicos de sua escolha no nível de pós-graduação. Em algumas universidades, uma prova de qualificação serve para testar a amplitude e a profundidade da compreensão do aluno sobre a antropologia; Os antropólogos costumam ter pós-graduação, doutorado ou mestrado. Não possuir um diploma avançado é raro no campo. Os alunos que são aprovados são autorizados a trabalhar em uma dissertação de doutorado.

## Leitura complementar
Alguns notáveis antropólogos incluem: Edward Burnett Tylor, James George Frazer, Franz Boas, Bronislaw Malinowski, Elsie Clews Parsons, Alfred Radcliffe-Brown, Margaret Mead, Zora Neale Hurston, Ruth Benedict, Ella Deloria, Claude Lévi-Strauss, Clifford Geertz, Paul Rabinow, Darcy Ribeiro e Lélia Gonzalez.